# Dicranota tehama
Dicranota tehama är en tvåvingeart som beskrevs av Alexander 1950. Dicranota tehama ingår i släktet Dicranota och familjen hårögonharkrankar. Inga underarter finns listade i Catalogue of Life.